# Ängsstarr
Ängsstarr (Carex hostiana) är en flerårig gräslik växt inom släktet starrar och familjen halvgräs.
Arten växer glest med utlöpare och blir 20 till 40 centimeter hög. Bladen är blekt gröna eller något gulgröna och platta. Den har ett fåtal oskaftade oftast upprätta, ovala gulgröna ax. Hon och hanblommorna sitter alltid på åtskiljda ax och det är det övre axet som är hanligt. Fruktgömmena har ett ganska kort men tydligt spröt och de trubbiga axfjällen är mörkt rödbruna med en karaktäristisk silvrig hinnkant.

## Förväxlingsarter
Ängsstarr liknar närmast arterna hirsstarr (C.panicea) och slidstarr (C.vaginata). De senare har dock, större fruktgömmen med ett mer otydligt spröt samt tydligt glesare honax utan den typiskt gulgröna färgen. Dessutom har hirsstarr en karaktäristisk blågrön färg på blad och stjälk och slidstarr saknar ängsstarrens silverkantade axfjäll.
 Ängsstarr står även den så kallad "flava-gruppen" inom starrsläktet, dit bland annat ärtstarr (C.viridula)och knagglestarr (C.flava) hör, nära. Dessa skiljs dock lätt ut genom sitt tuvade växtsätt och mer rundade honax.

## Växtplats och ekologi
Ängsstarr är knuten till frisk-fuktig, gärna översilad och kalkhaltig gräsmark. Som det svenska namnet antyder växer den gärna i ängs och betesmarker och det minskade betet och slåtter i det Svenska kulturlandskapet har inneburit en tillbakagång för arten de senaste hundra åren. I viss områden som på Öland och Gotland där det ännu finns gott om lämpliga habitat är den dock fortfarande ganska vanlig.

## Utbredning
Arten har sin huvudutbredning i södra delarna av landet med tyngdpunkt i kalkrika områden. Norr om Uppland finns den bara sällsynt upp till Storsjönområdet i Jämtland. Världsutbredningen inskränker sig till Europa och då främst de västra och centrala delarna av kontinenten.